# Stazione di Rodallo
Stazione di Rodallo vasútállomás Olaszországban, Caluso településen.

## Vasútvonalak
Az állomást az alábbi vasútvonalak érintik:
- Chivasso-Ivrea-Aosta-vasútvonal

## Kapcsolódó állomások
A vasútállomáshoz az alábbi állomások vannak a legközelebb:
- Stazione di Montanaro
- Stazione di Caluso